# San Eugenio (título cardenalicio)
El título cardenalicio de San Eugenio (en italiano:Sant'Eugenio) fue creado por el Papa Juan XXIII el 12 de marzo de 1960.

## Titulares
- Antonio Bacci (1960-1971)
- Umberto Mozzoni (1973-1983) (1983)
- Paul Poupard (1985-1996)
- Francesco Colasuonno (1998-2003)
- Julián Herranz Casado, Opus Dei (2003-)